# Myoxocephalus thompsonii
Myoxocephalus thompsonii és una espècie de peix pertanyent a la família dels còtids.

## Descripció
- Fa 23 cm de llargària màxima (normalment, en fa 12,5).[2][3][4]

## Alimentació
Menja crustacis petits i insectes.

## Depredadors
És depredat per la lota (Lota lota) i Salvelinus namaycush.

## Hàbitat
És un peix d'aigua dolça, demersal i de clima temperat (69°N-42°N) que viu fins als 366 m de fondària.

## Distribució geogràfica
Es troba a Nord-amèrica: els Estats Units i el Canadà.

## Observacions
És inofensiu per als humans.